# Doručak kod Tiffanyja (1961.)
Doručak kod Tiffanyja (eng. Breakfast at Tiffany's) je romantična komedija koja govori o mladoj i raspuštenoj Holly Golightly (sjajna Audrey Hepburn koja je za tu ulogu bila nominirana za Oscara). Scenarij se temelji na istoimenom romanu Trumana Capotea. 
Iako ga je Hepburn definitivno zasjenila, nikako ne možemo zaobići Georgea Pepparda koji je odlično odigrao ulogu mladog i neodlučnog pisca Paula Varjaka; ta uloga je općenito smatrana najboljom u Peppardovoj karijeri.
Film je poznat najviše po Holly, koja je postala filmska ikona. Ona naime, sa svojom cigaretom, malom crnom haljinom i večernjom ružičastom haljinom postaje uzor djevojkama diljem svijeta.

## Kratak sadržaj
Radnja filma se odvija u New Yorku. Film počinje uz temu Henryja Mancinija Moon River i prizorom Audrey Hepburn ispred draguljarnice Tiffany's.
Kad se mladi pisac Paul Varjak doseli u kuću čuje dreku stanodavca na Holly koja ga je opet probudila zbog ključeva. Zaljubljuju se na prvi pogled, ali Paulu se ne sviđa Hollyino zanimanje escort djevojke. Holly također zarađuje novce prenoseći kodirane poruke zatvorenog mafijaškog bossa, iako toga nije svjesna. Paul je pisac koji je napisao zadnju knjigu prije 5 godina. Iako stalno tvrdi da piše novi roman za koji treba vremena, nikako da ga započne. Živi kao žigolo- što je prva poveznica s Holly; oni su kolege.
Ona traži svog idealnog muškarca dok u isto vrijeme smatra sve muškarce štakorima i superštakorima. Kako priča ide, tako se produbljuje i Paulovo i Hollyjino prijateljstvo i njezine veze. Nakon što završi u zatvoru zbog kodiranih poruka i povezanosti s narkoticima, njezine zaruke propadnu i ona se ponovo nađe u lošem stanju. Paul joj održava bukvicu te ona dolazi do samootkrića tko ona zapravo jest i napokon postaje sretna. Završna sekvenca - njih dvoje stoje na kiši s bezimenom mačkom koju je Holly probala napustiti bježeći sama od sebe.

## Vanjske poveznice
- Doručak kod Tiffanyja u internetskoj bazi filmova IMDb-a